# サマンサ・コープ
サマンサ・コープ（Samantha Cope、1987年5月5日 - ）は、アメリカ合衆国の女優。ユタ州出身。

## 出演作品
- ボディ・オブ・プルーフ2 死体の証言
- アメリカン・ティーンエイジャー 〜エイミーの秘密〜 シーズン3
- プライベート　～女子寮連続殺人事件